# Verbandsgemeinde Wirges

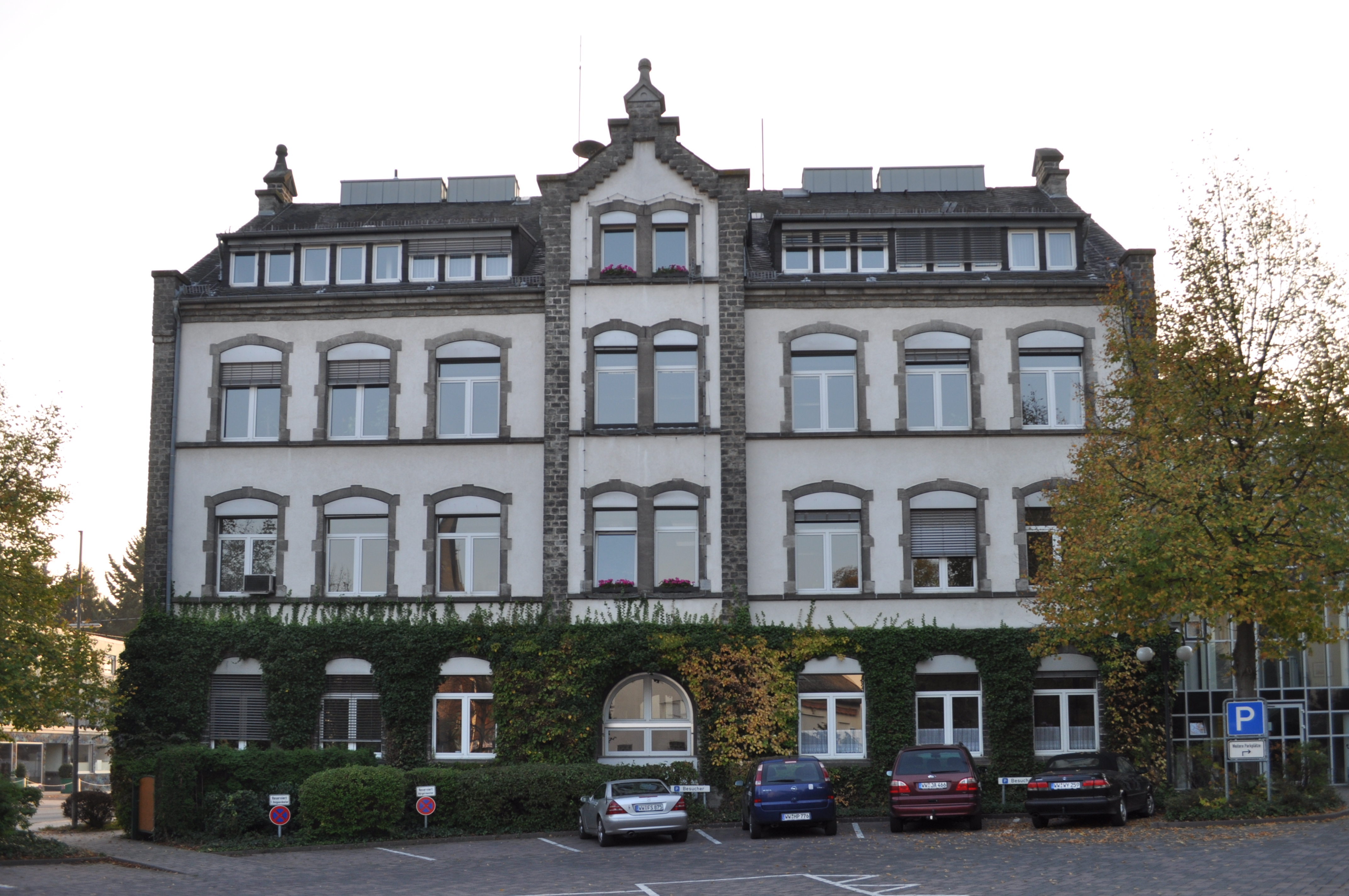
Verwaltung der Verbandsgemeinde Wirges

Die Verbandsgemeinde Wirges ist eine Gebietskörperschaft im Westerwaldkreis in Rheinland-Pfalz. Der Verbandsgemeinde gehören die Stadt Wirges sowie elf weitere Ortsgemeinden an, der Verwaltungssitz ist in der namensgebenden Stadt Wirges.

## Verbandsangehörige Gemeinden
| Ortsgemeinde, Stadt     | Fläche (km²) | Einwohner |
| ----------------------- | ------------ | --------- |
| Bannberscheid           | 1,88         | 683       |
| Dernbach (Westerwald)   | 8,73         | 2.545     |
| Ebernhahn               | 3,31         | 1.232     |
| Helferskirchen          | 5,00         | 1.223     |
| Leuterod                | 3,88         | 858       |
| Mogendorf               | 4,24         | 1.360     |
| Moschheim               | 3,44         | 751       |
| Niedersayn              | 2,82         | 179       |
| Ötzingen                | 5,98         | 1.343     |
| Siershahn               | 4,42         | 2.982     |
| Staudt                  | 2,65         | 1.273     |
| Wirges, Stadt           | 10,13        | 5.703     |
| Verbandsgemeinde Wirges | 56,47        | 20.132    |

(Einwohner am 31. Dezember 2023)

## Bevölkerungsentwicklung
Die Entwicklung der Einwohnerzahl bezogen auf das heutige Gebiet der Verbandsgemeinde Wirges; die Werte von 1871 bis 1987 beruhen auf Volkszählungen:
| Jahr | Einwohner |
| 1815 | 4.099     |
| 1835 | 5.390     |
| 1871 | 6.049     |
| 1905 | 10.108    |
| 1939 | 12.286    |
| 1950 | 13.914    |

| Jahr | Einwohner |
| 1961 | 15.265    |
| 1970 | 17.072    |
| 1987 | 16.945    |
| 1997 | 18.536    |
| 2005 | 18.969    |
| 2023 | 20.132    |

## Politik

### Verbandsgemeinderat
Der Verbandsgemeinderat Wirges besteht aus 36 ehrenamtlichen Ratsmitgliedern, die bei der Kommunalwahl am 9. Juni 2024 in einer personalisierten Verhältniswahl gewählt wurden, und der hauptamtlichen Bürgermeisterin als Vorsitzender.  Bis zur Wahl 2024 hatte der Verbandsgemeinderat 32 Ratsmitglieder, die Erhöhung auf 36 Sitze war nach rheinland-pfälzischem Wahlrecht durch die gestiegene Einwohnerzahl der Gebietskörperschaft notwendig geworden.
Sitzverteilung im Verbandsgemeinderat:
| Wahl | SPD | CDU | FDP | FWG | Gesamt   |
| ---- | --- | --- | --- | --- | -------- |
| 2024 | 8   | 19  | –   | 9   | 36 Sitze |
| 2019 | 8   | 14  | 3   | 7   | 32 Sitze |
| 2014 | 9   | 17  | 1   | 5   | 32 Sitze |
| 2009 | 9   | 14  | 3   | 6   | 32 Sitze |
| 2004 | 9   | 17  | –   | 6   | 32 Sitze |

- FWG = Freie Wählergruppe in der Verbandsgemeinde Wirges e. V.

### Bürgermeister
Alexandra Marzi (CDU) wurde am 2. September 2021 Bürgermeisterin der Verbandsgemeinde Wirges. Bei der Direktwahl am 14. März 2021 war sie als einzige Kandidatin mit einem Stimmenanteil von 78,2 % gewählt worden.
Marzis Vorgänger Michael Ortseifen (CDU) hatte das Amt seit 1997 ausgeübt. Zuletzt bei der Direktwahl am 17. Februar 2013 wurde er mit einem Stimmenanteil von 76,03 % für weitere acht Jahre bestätigt. Im Herbst 2019 kündigte Ortseifen an, nach Ablauf seiner Amtszeit in den Ruhestand einzutreten.

### Wappen
Blasonierung: „Unter rotem Schildhaupt, darin ein von zwei silbernen Leisten begleiteter schwarzer Balken, in Silber über zwölf blauen Kugeln (fünf, vier, drei) im Schildfuß ein blauer Krug, belegt mit einer silbernen Rose mit rotem Butzen.“

## Verkehr
In Wirges, Dernbach und Siershahn befinden sich Haltepunkte an der Unterwesterwaldbahn, auf welcher die Züge der Linie RB 29 der HLB Hessenbahn GmbH, Bereich Dreiländerbahn (Limburg–Diez Ost-Steinefrenz-Montabaur-Siershahn) nach dem Rheinland-Pfalz-Takt täglich im Stundentakt verkehren.